# Мрачни психоделични тренс
Мрачни психоделични тренс (енгл. Dark psychedelic trance), дарк психоделични тренс, дарк псај (енгл. Dark Psy), неретко само дарк (енгл. Dark) је електронси музички жанр, поджанр психоделичног тренса. Темпо ове музике варира од 145 до 180 BPM. Овај жанр музике је настао у Русији и Немачкој.

## Карактеристике
Мрачни психоделични тренс генерално не користи вокале, иако је семпловање уобичајено, са говором и другим врстама исечака обично узетих из различитих врста филмова (посебно хорор и филмова научне фантастике), некад и из других трака. Понекад се семплови из других трака узимају да би се оригинална трака исмејала.
Атмосфера и тема трака ове музике доста подсећају на оне из трака жанрова dark ambient, musique concrète, darkcore, power noise и industrial music. Некада се нешто дубљи звуци користе да би се добио застрашујући и готичан ефекат, неки извођачи додају елементе метал музике да би направили музику „тежом“, „мрачнијом“, повезујући је са индустријским металом.

## Извођачи мрачног психоделичног тренса

### Пионири
- - Русија
- - Немачка
- - Аустралија
- - Португал
- [[Artifakt}-Artifakt]] - JAR
- - Израел